# Accords d'Alger (2006)
Pour les articles homonymes, voir Accords d'Alger.
Les Accords d'Alger pour la restauration de la paix, de la sécurité et du développement dans la région de Kidal, sont des accords fixant les modalités du développement du Nord Mali. Ils permettent un retour à une normalisation des rapports entre la 8e région du Mali, la zone de Ménaka et l'État malien. Ils font suite à la rébellion touarègue de 2006 à Kidal et à Ménaka au Mali.
Ils ont été conclus à Alger le 4 juillet 2006 et signés entre :
- les représentants de l'État malien ;
- les représentants de l'Alliance démocratique du 23 mai pour le changement.

Ils ont été négociés sous la médiation de l'Algérie.

## Des accords contestés
Des organisations non gouvernementales maliennes, regroupées au sein du Conseil de concertation et d’appui aux ONG du Mali (CCA-ONG), émettent des critiques sur cet accord. Elles « estiment qu’il y a un risque d’effritement de l’autorité de l’État, que les accords d’Alger constituent un moyen de déplacer le problème dans le temps et non une solution durable comme préconisée dans le préambule ». Elles regrettent que ces accords tournent le dos au Pacte national signé le 11 avril 1992 entre le gouvernement de la République du Mali et les Mouvements et fronts unifiés de l’Azawad.
Le Rassemblement pour le Mali (RPM), parti politique de l'ancien Premier ministre et président de l'Assemblée nationale Ibrahim Boubacar Keïta, rejette également cet accord qui ne respecte pas le principe de l'unité nationale. Le RPM a saisi la Cour constitutionnelle considérant que le texte de l'accord ne respecte pas la Constitution malienne.

## À la suite des accords
Le 5 novembre 2009, l’Assemblée nationale a adopté la loi relative à la création d'un fonds d'investissement, de développement et de réinsertion socio-économique des régions du Nord-Mali par 127 voix pour, 0 contre et 2 abstentions. Ce fonds est destiné à financer 39 projets et programmes de développement des régions de Kidal, Gao et Tombouctou pour un montant de plus de 700 milliards de francs CFA. Cette loi répond à un engagement pris par le gouvernement malien lors de ces accords.